# Bahriyya
Il termine Baḥriyya (in arabo ﺑﺤﺮﻳـة‎?) si riferisce al corpo di mamelucchi acquistati dal Sultano ayyubide al-Ṣāliḥ Ayyūb prima ancora che egli assumesse tale carica, succedendo al fratello minore al-ʿĀdil II, figlio anch'egli di al-Malik al-Kāmil.
L'acquisto di un gran numero di mamelucchi fu anzi la causa della sua esclusione dalla successione decretata dal padre, giustamente timoroso che questo potesse costituire il primo passo di un'insurrezione del più capace figliolo.
Quando, dopo varie vicende, al-Ṣāliḥ Ayyūb assunse il potere in Egitto, i suoi mamelucchi furono accasermati sull'isola di Roda, al centro del fiume Nilo (baḥr al-Nīl ) e da questo derivò la loro denominazione di Bahriyya.
Quando, dopo la morte del loro signore nel 1249, si creò un vuoto di potere, i suoi mamelucchi decisero d'intervenire e uno dei loro principali esponenti, Aybak, pensò di legittimare la propria posizione sposando la vedova di al-Ṣāliḥ Ayyūb, Shajar al-Durr, assumendo anche la funzione di atabeg (formalmente, "tutore") dal piccolo figlio di lei e del suo defunto marito.
Prendeva in tal modo le mosse il periodo dei Mamelucchi d'Egitto e di Siria, il cui dominio finirà solo nel 1517, in conseguenza della vittoria su di loro del Sultano ottomano Selim II Yavuz.